# Samuel Johnson

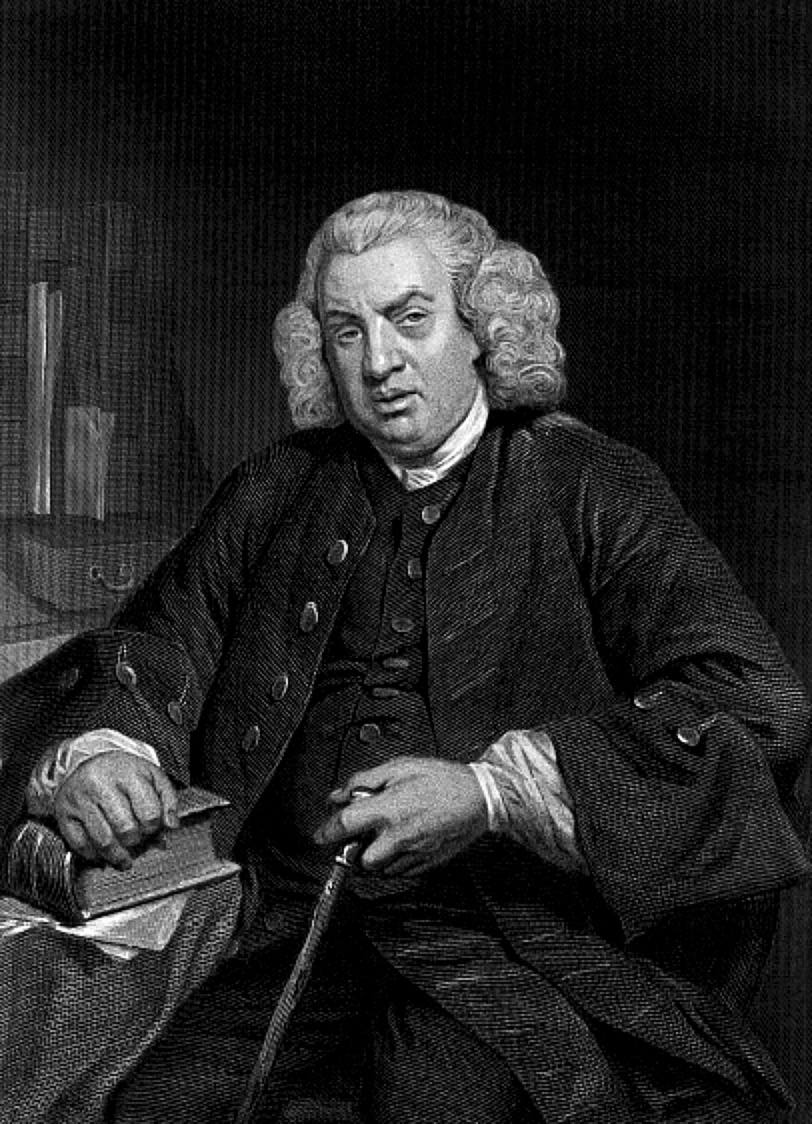
Samuel Johnson

Samuel Johnson (ur. 7 września?/18 września 1709 w Lichfield, zm. 13 grudnia 1784 w Londynie) – brytyjski pisarz i leksykograf, autor A Dictionary of the English Language (1755).

## Życiorys
Urodził się w Lichfield w Anglii, w rodzinie księgarza Michaela Johnsona. Był słabowitym dzieckiem – w wyniku przebytych chorób stracił słuch i oślepł na jedno oko. Problemy zdrowotne spowodowały odizolowanie chłopca od rówieśników, ale obcowanie z książkami zaowocowało obyciem literackim i erudycją.

### 1716–1734
W 1716 roku rozpoczął naukę w Lichfield Grammar School, a gdy miał lat 16, spędził pół roku ze swym starszym kuzynem, studentem Cambridge, co miało duży wpływ na rozwój intelektualny Johnsona.
W 1728 roku rozpoczął studia w Pembroke College w Oksfordzie, lecz po roku musiał opuścić uczelnię z przyczyn finansowych. Było to dla niego wielkim ciosem i spowodowało depresję. Podźwignął się z niej dzięki pomocy przyjaciela – Edmunda Hectora.

### 1735–1760
W lipcu 1735 roku Johnson poślubił starszą o 20 lat wdowę Elizabeth „Tetty” Porter. Uroczystość odbyła się w St. Werburgh's Church w Derby (uroczystość ta jest co roku odgrywana w tym miejscu przez aktorów). Mimo różnicy wieku, małżeństwo przetrwało szczęśliwie 17 lat, do śmierci Elizabeth w 1752 roku.
Johnson próbował pracy nauczyciela, lecz stanęły mu na przeszkodzie brak dyplomu uniwersyteckiego oraz brak poważania ze strony uczniów. W 1737 roku przeniósł się z żoną do Londynu, gdzie znalazł zajęcie jako recenzent książek, biografii i sprawozdań z obrad parlamentu dla różnych czasopism.
Pierwsze zasługujące na uwagę utwory Johnsona to Londyn (1738) i The Vanity of Human Wishes (Próżność ludzkich życzeń) (1749).
W latach czterdziestych pisywał do pisma Gentleman’s Magazine (był to początek jego kariery pisarskiej i pierwsze zatrudnienie), który zamieszczał w nich teksty z obrad parlamentu: „Debates of the Senate of Magna Lilliputia”, w których zmieniał nazwiska posłów i nazwy krajów, tak jednak by nadal były zrozumiałe i rozpoznawalne. Na przykład polityk William Pulteney był wspominany jako William Pulnub.
Dziełem jego życia jest A Dictionary of the English Language (Słownik języka angielskiego), opracowany w latach 1747–1755. Słownik ten dał Johnsonowi sławę jednego z pierwszych światowych leksykografów, lecz nie przyniósł mu bogactwa.
W latach 1750–1752 powstała seria esejów Rambler (Wędrowiec), między 1758 a 1760 – cykl esejów Idler (Próżniak), a w roku 1759 – antyutopia Historia Rasselasa, księcia Abisynii (ang. Rasselas, Prince of Abyssinia). Ostatni z tych utworów napisał Johnson specjalnie po to, aby sfinansować pogrzeb swej matki, co dowodzi, że cały czas borykał się z kłopotami materialnymi.

### 1760–1784
Jego problemy finansowe zażegnało przyznanie mu w 1762 roku renty rządowej. Opory przed jej przyjęciem stłumiło umotywowanie jej przyznania – w uznaniu za zasługi.
Wokół Johnsona zawiązał się krąg literacki, w którym działali m.in. Oliver Goldsmith, Joshua Reynolds, Edmund Burke i aktor David Garrick. W 1763 roku Johnson poznał Jamesa Boswella, który stał się jego serdecznym przyjacielem i późniejszym biografem (opublikował biografię Johnsona w 1791 roku).
Trapiony przez liczne choroby – astmę, artretyzm i prawdopodobnie raka, Samuel Johnson zmarł w wieku 75 lat w wyniku udaru mózgu. Został pochowany w londyńskim opactwie westminsterskim 20 grudnia 1784 roku.

## Twórczość
Pozostała twórczość Johnsona obejmuje także pełne opracowanie i przedmowę do utworów Williama Shakespeare’a (1765), traktaty polityczne – m.in. krytykujące rewolucję amerykańską z pozycji zdecydowanego konserwatysty („czy to nie dziwne, że największe wycie o wolność dobiega z gardeł właścicieli niewolników?”), wydane w 1775 roku zapiski z podróży do Szkocji w towarzystwie Boswella  A Journey to the Western Islands of Scotland (Podróż do zachodnich wysp Szkocji), dziesięciotomowe dzieło z 1781 roku The Lives of the English Poets (Biografie poetów) – zbiór biografii poetów brytyjskich, serię kazań.
W Birmingham, gdzie Johnson przebywał w ostatnim roku swego życia, została założona Birmingham Central Library (Biblioteka Główna Birmingham), licząca ponad 2000 tomów dzieł samego Johnsona oraz książek i czasopism jemu poświęconych.

## W kulturze
Samuel Johnson został sparodiowany w odc. 2 serialu Czarna Żmija: Rozważny i romantyczny. W jego rolę wcielił się Robbie Coltrane.